# Дебелоопашати скатове
Дебелоопашатите скатове (Urotrygonidae) са семейство хрущялни риби от разред Опашношипови (Myliobatiformes).
Таксонът е описан за пръв път от Джон Макекран през 1996 година.

## Родове
- Urobatis
- Urotrygon